# Krk
Krk (italijansko Veglia, nemško Vegl, latinsko Curicta) je drugi največji (tik za Cresom) in najsevernejši hrvaški otok. Leži v Kvarnerju, vzhodno od Cresa. Na severozahodu zapira vstop v Reški zaliv. S celino ga pri naselju Kraljevica povezuje Krški most.
Otok Krk v celoti spada v Primorsko-goransko županija, razdeljen pa je na (največje) mesto Krk ter na občine Baška, Omišalj, Dobrinj, Malinska-Dubašnica in Vrbnik.
Krk je z 20.000 stalnimi prebivalci (2021) najštevilčneje poseljen hrvaški in jadranski otok.

## Geografija
Krk leži na severu Jadrana v Kvarnerskem zalivu. Krk je drugi največji hrvaški otok po površini (405,22 km²); čeprav je dolga leta je veljal za največjega, so zadnja merjenja pokazala, da je Cres nekoliko večji (405,70 km²). Ima 189 (ali 219) km obale, kar ga uvršča na četrto mesto med jadranskimi otoki (za Pagom, Hvarom in Cresom). Leži med Reškim zalivom in Velebitskim kanalom, povezanima z Malimi vrati in Vinodolskim kanalom, Senjska vrata na jugovzhodu ter Mali Kvarnerjem na jugu, ki se preko kanala Srednja vrata spet povezuje z Reškim zalivom.
S celino je od leta 1980 povezan s Krškim mostom (bivši Titov most). Največje mesto in upravno središče na otoku je istoimenski Krk. Otok je s trajektom povezan s Cresom in Rabom. Na otoku je tudi mednarodno Letališče Reka.
Za razliko od večine drugih otokov je dokaj pogozden (skoraj tretjina otoka). Severozahodni del je nižji, bolj rodoviten, ter razmeroma gosto naseljen. Jugovzhodni del otoka pa je višji in povečini gol. Tu je tudi najvišji vrh Obzova, ki sega 569 m visoko. Severovzhodna obala je strma, malo razčlenjena in izpostavljena burji.

## Zgodovina
Najdb iz prazgodovine je na otoku veliko. Najstarejši znani prebivalci so bili Liburni. V času Rimljanov je bilo na mestu, kjer stoji današnje mesto Krk naselje »Curicum«. Otok je nato skozi stoletja večkrat menjal lastnike: Bizantinci, večkrat Benečani, hrvaški kralji, od 1797 pa je doživel usodo Istre in Dalmacije (Napoleonove Ilirske province), nato je pripadal Avstro-Ogrski, od leta 1918 pa Jugoslaviji.
Na otoku so se do danes ohranili številni glagoliški spomeniki, med katerimi sta posebej znana Statut vrbanski iz 1388 in Vrbnički misal iz 1642. Prebivalci so sicer že skozi stoletja uporabljali glagolico, uvedli so jo verjetno že v 11. stoletju, iz tega časa izvira tudi eden najstarejših znanih zapisov v glagolici - napis na kamnu iz predromanske cerkve svete Lovre v mestu Krku. Glagolico so uporabljali vse do 19. stoletja. Krk je zaradi značilnih narodnih noš, domačih obrti, ljudskih običajev, pesmi in arhaičnega čakovskega narečja privlačen zlasti za ljubitelje folklore. Te posebnosti so vidne pri vsakodnevnem stiku s prebivalstvom, zlasti pa ob raznih praznovanjih in prireditvah s karnevalskim značajem, ki se odvijajo v Krku, Punatu, Omišlju in drugih krajih.

## Naselja
Krk, Punat, Njivice, Baška, Omišalj, Dobrinj, Klimno, Valbiska, Malinska, Porat, Vantačići, Zidarići, Turčići, Kremenići, Žgombići, Rasopasno, Vrbnik, Bogovići, Stara Baška, Sveti Vid, Šilo, Jurandvor. 

## Galerija slik
- »Titov most«
- »Titov most«
- Krk - pogled na mesto
- Krk - pogled na mesto
- Bašćanska draga
- Malinska - pristanišče
- Vrbnik
- Baška - pristanišče
- Baška - plaža
- Krk - Letališče Reka
- Stara Baška